# Cotaxé
Cotaxé é um distrito do município brasileiro de Ecoporanga, no interior do estado do Espírito Santo. Segundo o censo demográfico de 2022, realizado pelo Instituto Brasileiro de Geografia e Estatística (IBGE), sua população era de 1 232 habitantes e havia 504 domicílios particulares permanentes ocupados.
A área foi ocupada inicialmente por forasteiros em busca de madeira para extração. Já existia quando o município foi instalado, em 9 de abril de 1955. Dentre as principais manifestações culturais da localidade estão o grupo de Folia de Reis e o Boi Janeiro.
O distrito foi escolhido para ser a "capital" do Estado União de Jeová, em uma tentativa de criação de um estado federativo brasileiro na década de 1950. Na localidade foi construída a "Casa de Tábuas", que seria a sede do governo, que chegou a ter o apoio de 850 posseiros. No entanto, a insurreição foi combatida por tropas das polícias militares do Espírito Santo e Minas Gerais, a pedido do governador capixaba Jones dos Santos Neves em 1953, o que levou ao fim do "Estado".